# Friedrich Wilhelm Prinz von Preußen (Politiker)

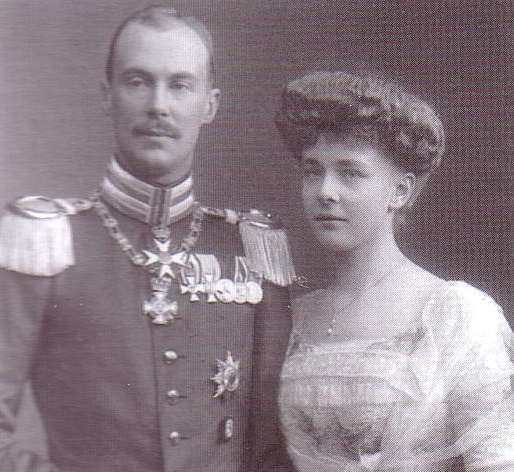
Prinz Friedrich Wilhelm und Prinzessin Agathe

Friedrich Wilhelm Viktor Karl Ernst Alexander Heinrich Prinz von Preußen (* 12. Juli 1880 auf Schloss Kamenz; † 9. März 1925 in Weißer Hirsch, Dresden) war ein preußischer Offizier und Landrat aus dem Haus Hohenzollern.

## Leben
Friedrich Wilhelm war der jüngste Sohn von Prinz Albrecht von Preußen (1837–1906) und dessen Frau Marie von Sachsen-Altenburg (1854–1898). 
Wie alle geborenen Prinzen des königlichen Hauses erhielt Friedrich Wilhelm mit 10 Jahren den Rang eines Leutnants im 1. Garde-Regiment zu Fuß, ohne jedoch zunächst aktiven Dienst bei der Truppe zu versehen. Er studierte in Bonn und wurde 1900 Corpsschleifenträger der Borussia Bonn. Vor dem Ersten Weltkrieg residierte er im Schloss Kamenz. 1911 wurde er zum Landrat des Kreises Frankenstein in Frankenstein in der damaligen preußischen Provinz Schlesien ernannt. Dieses Amt übte er sieben Jahre lang bis 1918 aus. Im Ersten Weltkrieg wurde ihm das Eiserne Kreuz II. Klasse verliehen. Zuletzt stand er als Generalmajor à la suite des 1. Garde-Regiments zu Fuß.
Er interessierte sich für Wissenschaften, Literatur und Musik. 1908, 1910 und 1913 war er Schirmherr der ersten drei Ostpreußischen Musikfeste in Königsberg (Preußen), im Sommer 1910 Schirmherr einer großen Gewerbeausstellung in Allenstein. Von 1909 bis zu seinem Tod war er Präsident der Akademie gemeinnütziger Wissenschaften zu Erfurt. Friedrich Wilhelm war Ehrendoktor der philosophischen Fakultät der Albertus-Universität Königsberg.

## Ehe und Nachkommen

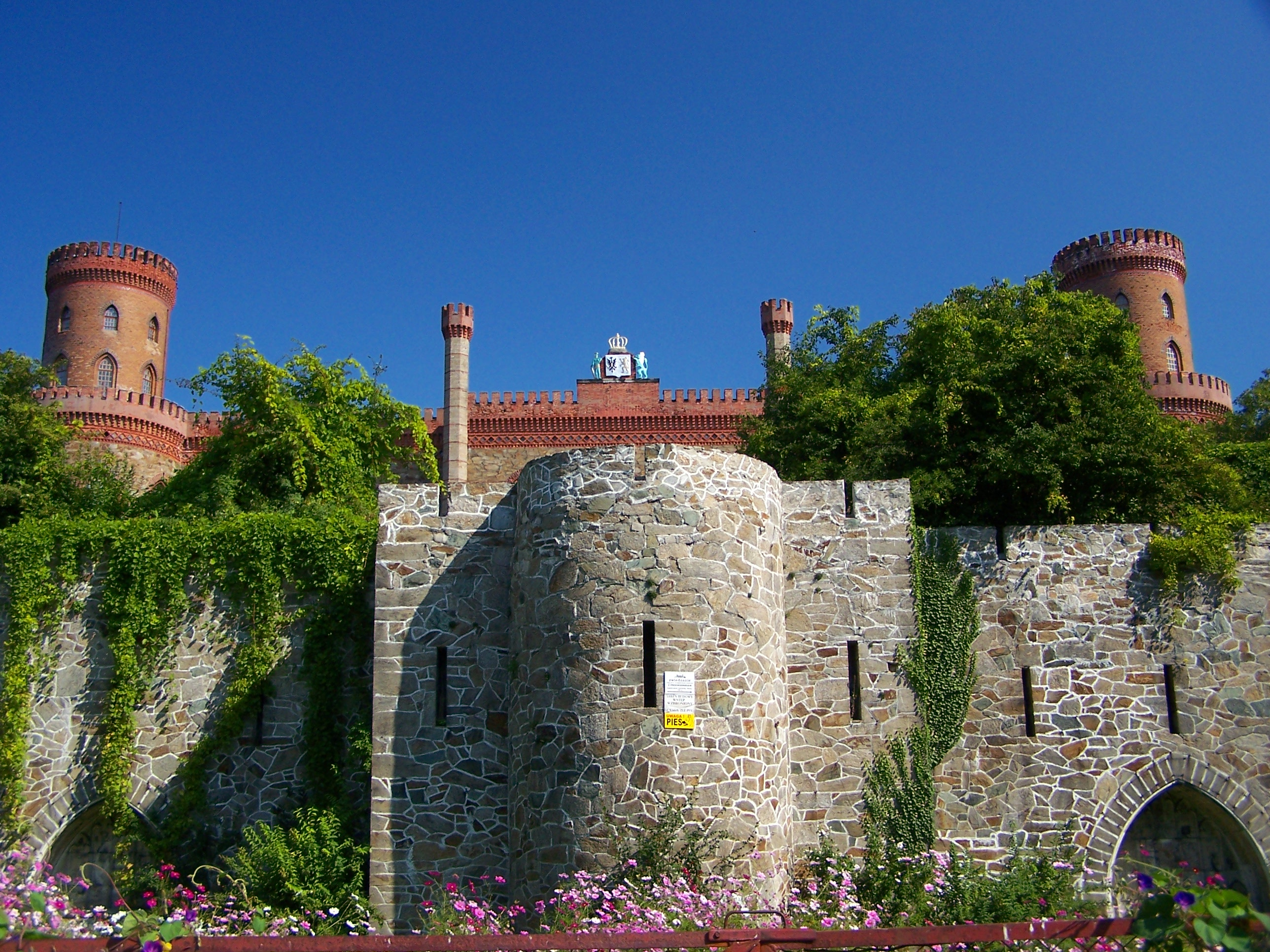
Schloss Kamenz

Im Dezember 1907 bat Friedrich Wilhelm den Deutschen Kaiser Wilhelm II. als Chef des preußischen Königshauses um die Erlaubnis, um die Hand der Gräfin Paula von Lehndorff anhalten zu dürfen. Wilhelm antwortete, dass er sie heiraten dürfe, dafür aber auf seinen Titel und die Zugehörigkeit zum Königshaus verzichten müsse, weil er keine morganatischen Ehen dulde. Friedrich Wilhelm verzichtete daher auf die Verlobung mit der Gräfin Lehndorff.
Er heiratete am 8. Juni 1910 in Potsdam Agathe zu Hohenlohe-Schillingsfürst, Prinzessin zu Ratibor und Corvey (1888–1960), Tochter des Herzogs Victor II. Amadeus von Ratibor. Da die Prinzessin katholisch war, musste das Paar Kaiser Wilhelm II. versprechen, dass die Trauung und die Erziehung möglicher Kinder evangelisch erfolgen würde. Mit Agathe hatte Friedrich Wilhelm vier Töchter:
- Marie Therese Prinzessin von Preußen (1911–2005)

⚭ 1932 Rudolf Hug (1885–1972)
- Luise Henriette Prinzessin von Preußen (1912–1973)

⚭ 1936 Wilhelm Schmalz (1901–1983)
- Marianne Prinzessin von Preußen (1913–1983)

⚭ 1933 Wilhelm Prinz von Hessen-Philippsthal-Barchfeld (1905–1942), gefallen
- Elisabeth Prinzessin von Preußen (1919–1961)

⚭ 1948 Heinz Mees (1918–1994)